# Антракт (фестиваль)
Ан Т-Р-Акт — міжнародний щорічний поетичний арт-фестиваль, що проходить у Херсоні з 2008 року. У фестивалі беруть участь поети з різних областей України.
Програма фестивалю: зустрічі, літературні презентації, перфоманси, декламування віршів, конкурс експромтів та поетичного слему. Засновником, головним організатором та координатором є Швець Ольга за сприяння відділу з питань сім'ї, молоді та спорту Херсонської міської ради, творчого центру «Ведьмы неспящего града».

## Ідея та завдання
Мета фестивалю полягає в ознайомленні херсонців з поетичним життям різних регіонів України, у наданні поетам можливості висловити і представити себе.
Основні завдання:
- Відродження традицій формального і неформального спілкування літераторів, художників, музикантів та інших представників творчої інтелігенції.
- Популяризація міста Херсона як місця проведення артистичних фестивалів; міста, яке продовжує традицію зустрічей творчої інтелігенції та створення привабливого іміджу Херсона.
- Популяризація сучасних поезії, живопису, графіки, фотографії, музики та інших видів мистецтва в рамках фестивалю.
- Збереження, розвиток і підтримка літературно-художніх традицій в Херсоні і Україні, обмін досвідом між літературними та художніми товариствами Херсона та інших міст; відкриття нових імен широкому колу громадськості, що цікавиться новими тенденціями та досвідом сучасного мистецтва і поезії.
- Знайомство з новими виданнями книг сучасних авторів, взаємообмін останніми роботами серед сучасних поетів і художників.
- Видання альманаху фестивалю.

## Програма

### 2008
Поетичний Фестиваль Ан Т-Р-Акт — нове явище у культурному житті Херсона. З'їхавшись з різних областей України, поети 2 дні читають свої вірші, беруть участь у конкурсі експромтів, заснували традицію проведення поетичного слему. Вихід Альманаху за підсумками фестивалю підтвердив кинутий девіз про те, що будь-яка літературна подія повинна вінчатися друкованим виданням.

### 2009
Поетичний Фестиваль Ан Т-Р-Акт розпочався у планетарії, де поети читали вірші під планетарно-зоряним небом. Потім були дні поетичних читань та музичних виступів: у арт-кафе «Фрідом», у Херсонській обласній універсальній науковій бібліотеці імені Олеся Гончара (де в основній поетичній програмі гран-прі одержав москвич Андрій Баранов, а перші три місця — харків'яни — Аня Саніна та Артем Полежака, а також киянка Валентина Захарченко-Бурцева).

### 2010
Поетичний Фестиваль Ан Т-Р-Акт розпочався у планетарії і продовжувався під зоряним небом. До поетів долучаються музиканти («Кафедра зеленої музики», «Майна», «Бібліотека Просперо», «Фліч»). Під час декламування своїх віршів поети писали їх вилами по воді, а потім величезним «пальцем» з пензликом на кінці малювали символи та візерунки на здоровенному сувої, читали маніфести.

### 2011
Poezie-2011 або Кручений Ан Т-Р-Акт.
Серед щорічних фестивальних дійств можна виділити кілька основних «системоутворюючих» компонентів: змагальні та виставкові поетичні програми, виступи відомих гостей і тематичні семінари, супроводжуючі музичні програми, оригінальні арт-шоу, презентації друкованих видань і т. д. Нинішній «Кручений антракт» організатори присвятили 125-річному ювілею з дня народження легендарного поета-авангардиста Олексія Кручених, рання пора життя якого пройшла саме в Херсоні. В рамках фестивалю в Херсонській обласній універсальній науковій бібліотеці ім. О.Гончара відбувся круглий стіл «Невідомий Олексій Кручених», в ході якого було прослухано цікаві дискусійні доповіді місцевих науковців-філологів Сергія Сухопарова та Галини Бахматової.

### 2012
«Великий Шовковий Ан Т-Р-Акт» включав поетичні події різного характеру, які перемежовувалися творчими номерами з інших сфер мистецтва. Крім основного напрямку (поезія), був додатковий напрямок — близький схід. Організатори пояснили це тим, що Причорномор'їя пов'язано з трьома історичними шляхами: «З варяг у греки», «Чумацький шлях» і «Великий шовковий».

### 2013
Ан Т-Р-Акт Східного Сонця: Ніч в бібліотеці.
Основні заходи пройшли у приміщенні Херсонської обласної універсальної наукової бібліотеки ім. О.Гончара. Поетичний Фестиваль вже традиційно включає в себе знайомство з декількома видами творчості: поезією, як основною подією і музикою, фотографією та образотворчим мистецтвом, як супроводжуючими. На фестивалі була представлена виставка робіт молодих дизайнерів, фотографів, художників, відбувся запуск проекту «Алея Поетів», а також поетичний конкурс, бодіарт та музичні виступи.

### 2014
Свічний Ан Т-Р-Акт.
Слоганом цьогорічного фестивалю, який традиційно збирає поетів, музикантів та художників по всій Україні, було обрано вислів «Розкіш бути Різними — Мужність стати Єдністю» і діяв у режимі мовної та жанрової багатоманітності. На ньому були представлені різні види мистецтв: література, живопис, музика. Різні мови: українська, російська, англійська. Автори різного віку та стильового спрямування. Різні теми: від громадянської до еротичної. Програма фестивалю включала в себе флуоресцентну виставу від Студії атмосферного дизайну(Світлана Павлова, Артем Васильєв), шоу боді-арту, екскурсію до Алеї поетів, поетичний конкурс, конкурс перекладів, «Поэтична хроніка часу» — сучасна історія України у віршах про МАЙДАН (творча зустріч з Євгенією Більченко, платформа «Восток-Запад-Север-Юг»: літдискусія «Поиск Третьего в диалоге Я и Чужого», Роман Август з музичной програмой «Мирный атом», фаєр-шоу, видання поетичної збірки за підсумками фестивалю.

## Учасники
В різні роки в фестивалі брали участь представники літературних спільнот та організацій: Борозєнцев Л. Л. (Голова Вінницької обласної організації Всеукраїнської творчої спілки «Конгрес літераторів України»), Вакуленко В. В., Публікатор-клуб, Флексагон (Київ), Творче об'єднання «Водоворот» (Запоріжжя), ЛітБез (Севастополь), ЛК «Сім'я», Музикально-літературне об'єднання «Філигрань» (Бахчисарай), новоформативна поетична група «Лірики Т» (Вінниця), СЛІД (Сплав Літературних Ідеалістів) (Харків), клуб пісенної поезії ім. Ю. Візбора при Харківському Будинку вчених, бардовського клубу «Ірбис», Т/О «Русский дзен» (Харків), Літстудія Харківського Палацу піонеров, Регіональна спілка письменників Придніпров'я (Київ), гуртівка українських поетів «Sevama» (Київ), Поетичні Майстерні, Гоголівська академія, Спілка журналістів України, Національна спілка письменників України.